# Mule Variations
Mule Variations är ett album från 1999 av den amerikanska musikern Tom Waits. För albumet tilldelades Waits en Grammy för Best Contemporary Folk Album.
Enligt upphovsmannen skall flera sånger ha spelats in utomhus på en farm, varvid djuren bidragit till ljudbilden, en uppgift som vare sig den stämmer eller ej ger en god karakteristik av stämningen på albumet. Den urbana miljö där hans tidigare skivor i regel utspelat sig har här förbytts en som Waits kallat "surrural", ett portmanteau-ord bildat av "surreal" (surreell) och "rural" (lantlig).

## Låtlista
Låtarna skrivna av Tom Waits och Kathleen Brennan, där inget annat namn anges.
1. "Big in Japan" - 4:03
2. "Lowside of the Road" - 2:57
3. "Hold On" - 5:30
4. "Get Behind the Mule" - 6:49
5. "House Where Nobody Lives" (Tom Waits) - 4:12
6. "Cold Water" - 5:20
7. "Pony" (Tom Waits) - 4:29
8. "What's He Building?" (Tom Waits) - 3:18
9. "Black Market Baby" - 4:59
10. "Eyeball Kid" - 4:24
11. "Picture in a Frame" - 3:38
12. "Chocolate Jesus" - 3:54
13. "Georgia Lee" - 4:21
14. "Filipino Box Spring Hog" (Tom Waits) - 3:07
15. "Take It With Me" - 4:20
16. "Come on Up to the House" - 4:35